# 18 април
18 април е 108-ият ден в годината според григорианския календар (109-и през високосна). Остават 257 дни до края на годината.

## Събития
- 1506 г. – Започва строителство на базиликата Свети Петър в съвременния и вид.
- 1599 г. – Испанският крал Филип III Испански се жени за австрийска ерцхерцогиня Маргарита Австрийска.
- 1599 г. – Ерцхерцогът Алберт VII Австрийски се жени за испанската инфанта Изабела-Клара Испанска.
- 1791 г. – Луи XVI и неговото семейство са заловени от Националната гвардия в опит да избягат от очакващия ги в Париж съдебен процес.
- 1822 г. – Мехмед Емин паша завзема град Негуш след предателство и извършва страшно клане, при което всичките няколко хиляди мъже в града са избити, а жените и децата, отведени като роби в Анадола.
- 1840 г. – Високата порта унифицира Десятъка – започва повсеместно описване на имуществото и доходите на българското население.
- 1843 г. – Основан е окръг Елк в щата Пенсилвания, САЩ.
- 1850 г. – В Габрово се полагат основите на новата училищна сграда, днешната Априловска гимназия.
- 1877 г. – Генерал Николай Столетов поема командването на българското опълчение.
- 1906 г. – Земетресението в Сан Франциско през 1906 година почти изцяло разрушава Сан Франциско (Калифорния).
- 1908 г. – Закрито е XIII обикновено народно събрание.
- 1909 г. – Жана д'Арк е обявена за светица в Рим.
- 1923 г. – Основан е руският футболен клуб ФК Динамо в Москва.
- 1925 г. – Основан е Международния радиолюбителски съюз IARU в Париж
- 1928 г. – След първия трус на Чирпанското земетресение от 14 април е регистриран нов силен трус с епицентър край Поповица; разрушенията от двата труса засягат около 20% от територията на България.
- 1931 г. – Закрито е XXII обикновено народно събрание.
- 1941 г. – В Атина е обявено военно положение, като гръцкия премиер Александрос Коризис се самоубива.
- 1942 г. – Пиер Лавал става министър-председател на Вишистка Франция.
- 1942 г. – Втората световна война: Нанесена е първата бомбардировка над Токио, известна като Рейда на Дулитъл.
- 1945 г. – В хода на Втората световна война немските войски в Рур капитулират.
- 1946 г. – Обществото на народите се саморазпуска.
- 1949 г. – Ирландия е обявена за независима от Великобритания република.
- 1951 г. – Франция, ФРГ, Италия и трите страни от Бенелюкс създават Европейска общност за въглища и стомана, която прераства по-късно в Европейска икономическа общност (съвременният Европейски съюз).
- 1955 г. – Основан е международният футболен турнир Лига Европа под името Купа на панаирните градове.
- 1956 г. – Вестник Отечествен фронт публикува статията „Поуката“ – първата публична остра критика на култа към личността като към всеобхватно социалистическо явление.
- 1956 г. – Принца на Монако Рение III се жени за американската актриса Грейс Кели.
- 1960 г. – Състои се премиерата на българския игрален филм „Първи урок“.
- 1961 г. – Подписана е Виенската конвенция за дипломатическите отношения.
- 1980 г. – Провъзгласена е независимостта на нова африканска държава Зимбабве.
- 1981 г. – Официално се открива сградата на Културния комплекс в град Правец и тази на Историческия музей – Правец, с първата музейна експозиция.
- 1983 г. – Стартира американският телевизионен канал Disney Channel.
- 1988 г. – Ирано-иракската война: Американският флот потапя иранската фрегата „Саханд“ и няколко по-малки ирански патрулни кораби край Ормузкия проток.
- 1990 г. – Съветският съюз прекратява снабдяването на Литва с нефт, като санкция заради опита ѝ да напусне общата държава.
- 1999 г. – Приета е сегашната федерална Конституция на Швейцария.
- 2007 г. – Официално е открит швейцарският стадион Стад дьо ла Маладиер в Ньошател.
- 2008 г. – Провежда се премиерата на американския филм „Животът пред очите ѝ“.

## Родени
- 1480 г. – Лукреция Борджия, италианска благородничка († 1519 г.)
- 1590 г. – Ахмед I, султан на Османската империя († 1617 г.)
- 1774 г. – Георг Лангсдорф, немски естественик († 1852 г.)
- 1822 г. – Аугуст Петерман, немски картограф († 1878 г.)
- 1864 г. – Иван Ангелов, български живописец († 1924 г.)
- 1865 г. – Йохана Лойзингер, съпруга на княз Александър I Батенберг († 1951 г.)
- 1878 г. – Александър Панайотов, български революционер († 1903 г.)
- 1880 г. – Никола Логофетов, български политик († 1945 г.)
- 1882 г. – Леополд Стоковски, полски диригент († 1977 г.)
- 1893 г. – Жорж Буланже, румънски музикант († 1958 г.)
- 1893 г. – Христо Михайлов, деец на БКП († 1944 г.)
- 1895 г. – Гюрга Пинджурова, българска певица († 1971 г.)
- 1896 г. – Стефан Савов, български актьор († 1969 г.)
- 1900 г. – Венд фон Витерсхайм, немски офицер († 1975 г.)
- 1901 г. – Станка Цекова, български политик († 1984 г.)
- 1905 г. – Маргарита Гръцка, принцеса на Хоенлое-Лангенбург († 1981 г.)
- 1907 г. – Гоце Дивлев, български комунист († 1939 г.)
- 1907 г. – Иван Дуйчев, български историк († 1986 г.)
- 1915 г. – Кристо Темелко, албански политик († 1990 г.)
- 1916 г. – Борис Поцков, югославски партизанин († 1981 г.)
- 1917 г. – Фредерика Хановерска, кралица на гърците († 1981 г.)
- 1920 г. – Томо Софрониевски, югославски партизанин († 2007 г.)
- 1927 г. – Самюъл Хънтингтън, американски социолог († 2008 г.)
- 1931 г. – Любомир Шарланджиев, български кинорежисьор († 1979 г.)
- 1936 г. – Роза Димова, българска състезателка по ски бягане († 2012 г.)
- 1936 г. – Румяна Узунова, българска писателка († 1995 г.)
- 1937 г. – Георги Маринов, български писател († 2011 г.)
- 1942 г. – Йохен Риндт, пилот във Формула 1 († 1970 г.)
- 1943 г. – Георги Спасов, български писател († 2001 г.)
- 1945 г. – Александър Грозев, български кинокритик
- 1947 г. – Джеймс Уудс, американски актьор
- 1950 г. – Георги Денев, български футболист и треньор
- 1952 г. – Венцислав Божилов, български футболист
- 1954 г. – Николай Априлов, български режисьор
- 1957 г. – Ваня Костова, българска поп-певица († 2021 г.)
- 1959 г. – Катя Иванова, българска актриса
- 1962 г. – Марин Бакалов, български футболист и треньор
- 1963 г. – Конан О'Брайън, американски комедиант
- 1966 г. – Сърджан Пириватрич, сръбски историк
- 1968 г. – Мурат Кекилли, турски музикант
- 1969 г. – Румяна Желева, български политик
- 1970 г. – Саад Харири, Министър-председател на Ливан
- 1971 г. – Дейвид Тенант, шотландски актьор
- 1971 г. – Саманта Камерън, английска бизнес дама
- 1973 г. – Хайле Гебреселасие, етиопски бегач
- 1974 г. – Оливие Безансно, френски политик
- 1976 г. – Мелиса Джоан Харт, американска актриса
- 1977 г. – Георги Бачев, български футболист
- 1978 г. – Александър Александров – Алекс, български певец и телевизионен водещ
- 1979 г. – Антъни Дейвидсън, британски автомобилен състезател
- 1979 г. – Атанасиос Мастровасилис, гръцки шахматист
- 1981 г. – Тим Кахелмайер, германски професионален покер играч
- 1982 г. – Кирил Котев, български футболист
- 1985 г. – Лукаш Фабянски, полски футболист
- 1989 г. – Джесика Чонг, американска певица и бизнесдама
- 1990 г. – Рут Колева, българска певица
- 1990 г. – Брит Робъртсън, американска актриса
- 1992 г. – Георги Терзиев, български футболист

## Починали
- 1526 г. – Йоан Янински, православен мъченик и светец
- 1558 г. – Александра Лисовска, съпруга на Сюлейман Великолепни (* 1500 г.)
- 1873 г. – Юстус фон Либих, германски химик (* 1803 г.)
- 1889 г. – Огюст Виле де Лил-Адан, френски писател (* 1838 г.)
- 1898 г. – Гюстав Моро, френски художник (* 1826 г.)
- 1903 г. – Константин Кирков, български революционер (* 1882 г.)
- 1908 г. – Велко Попадийски, български революционер (* ? г.)
- 1920 г. – Фриц Хофман-Ла Рош, швейцарски предприемач (* 1868 г.)
- 1925 г. – Кирил Павлов, български политик (* 1892 г.)
- 1936 г. – Хорейс Фринк, американски психиатър (* 1883 г.)
- 1941 г. – Гоце Междуречки, български революционер (* 1874 г.)
- 1943 г. – Исороку Ямамото, японски адмирал (* 1884 г.)
- 1945 г. – Вилхелм фон Вид, княз на Албания (* 1876 г.)
- 1945 г. – Джон Амброс Флеминг, английски учен (* 1849 г.)
- 1945 г. – Сава Савов, български военен деец (* 1865 г.)
- 1945 г. – Ханс Келнер, немски генерал-лейтенант (* 1898 г.)
- 1947 г. – Йозеф Тисо, словашки политик (* 1887 г.)
- 1949 г. – Уил Хей, британски актьор (* 1888 г.)
- 1955 г. – Алберт Айнщайн, германски физик, Нобелов лауреат през 1921 (* 1879 г.)
- 1958 г. – Морис Гамелен, френски генерал (* 1878 г.)
- 1962 г. – Бончо Карастоянов, български кинооператор (* 1899 г.)
- 1964 г. – Бен Хехт, американски сценарист (* 1894 г.)
- 1966 г. – Димитър Дюлгеров, български богослов (* 1890 г.)
- 1974 г. – Марсел Паньол, френски писател (* 1895 г.)
- 1979 г. – Никола Антонов, български дипломат (* 1888 г.)
- 1981 г. – Димитър Осинин, български писател (* 1891 г.)
- 1993 г. – Николай Наплатанов, български учен (* 1923 г.)
- 1996 г. – Бернард Едуардс, американски музикант (* 1952 г.)
- 1996 г. – Димитър Теохаров, български политик (* 1905 г.)
- 2002 г. – Тур Хейердал, норвежки антрополог (* 1914 г.)
- 2003 г. – Кирил Господинов, български актьор (* 1934 г.)
- 2004 г. – Ева Георгиева, българска народна певица (* 1925 г.)
- 2008 г. – Хайман Спотниц, американски психоаналитик (* 1908 г.)
- 2010 г. – Лиляна Михайлова, българска писателка (* 1939 г.)
- 2012 г. – Наум Шопов, български артист (* 1930 г.)

## Празници
- ЮНЕСКО – Международен ден за опазване на паметниците на културата
- Световен ден на радиолюбителите
- Европа – Европейски ден за правата на пациентите – от 2007 г.
- Зимбабве – Ден на независимостта (от Великобритания, 1980 г., национален празник)
- Иран – Ден на армията
- Кариби – Ден на здравето
- Русия – Ден на военната слава (по повод победата на Александър Невски в Ледената битка)